# Delta du Mékong (région)
Pour l’article homonyme, voir Delta du Mékong.
Cet article concerne la région administrative. Pour le groupe de thrash progressif, voir Mekong Delta.

Les douze provinces et la municipalité constituant la région du delta du Mékong.

La région du delta du Mékong, en vietnamien đồng bằng sông Cửu Long, littéralement en français « delta des 9 dragons », est une région administrative du sud du Viêt Nam couvrant une partie importante du delta du fleuve Mékong.
Elle couvre une superficie d'environ 39 000 km2 et est subdivisée en douze provinces et la municipalité de Cần Thơ (Prek Russey).

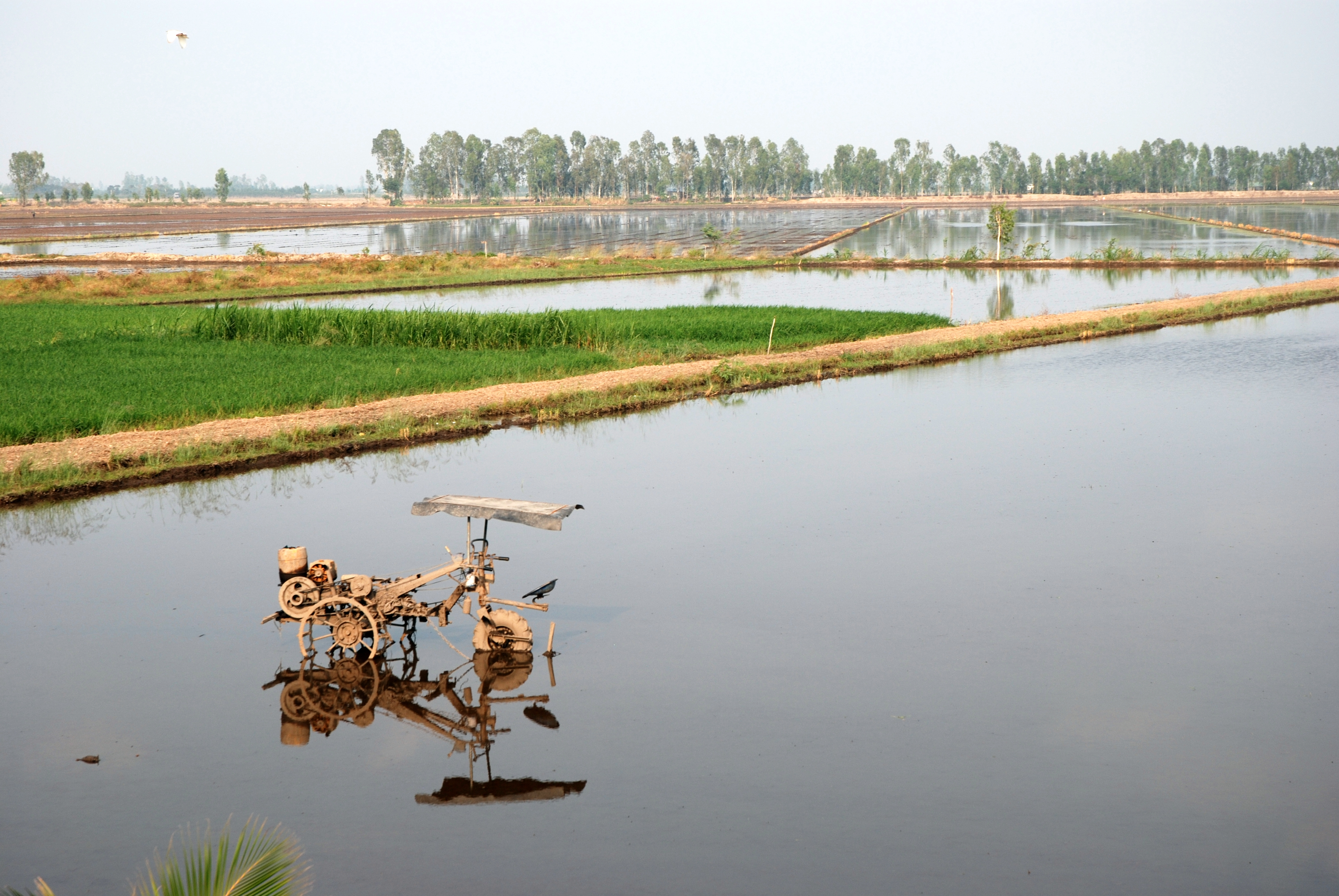
Rizières dans le delta du Mékong

## Provinces
| No. | Provinces/Municipalité (Nom Khmer entre parenthèses) | Superficie (km²) | Population (2009) | Population (2012) | Densité (h/km²) |
| --- | ---------------------------------------------------- | ---------------- | ----------------- | ----------------- | --------------- |
| 1   | Cần Thơ (Prek Russay)                                | 1 409,0          | 1 188 435         | 1 214 100         | 813,3           |
| 2   | An Giang (Moat Chrouk)                               | 3 536,8          | 2 142 709         | 2 153 700         | 625,0           |
| 3   | Bạc Liêu (Polleav)                                   | 2 584,1          | 856 518           | 873 400           | 317,4           |
| 4   | Bến Tre (Kompong Russey)                             | 2 360,2          | 1 255 946         | 1 258 500         | 573,4           |
| 5   | Cà Mau (Ta Khmaw)                                    | 5 331,7          | 1 206 938         | 1 217 100         | 231,1           |
| 6   | Đồng Tháp (Barach)                                   | 3 376,4          | 1 666 467         | 1 676 300         | 494,0           |
| 7   | Hậu Giang (Prek Russey)                              | 1 601,1          | 757 300           | 1 033 600         | 497,7           |
| 8   | Kiên Giang (Peam et Kramoun Sar)                     | 6 348,3          | 1 688 248         | 1 726 200         | 265,4           |
| 9   | Long An (Kompong Kô)                                 | 4 493,8          | 1 436 066         | 1 458 200         | 316,7           |
| 10  | Sóc Trăng (Khleang)                                  | 3 312,3          | 1 292 853         | 1 301 900         | 385,3           |
| 11  | Tiền Giang (Me Sa)                                   | 2 484,2          | 1 672 271         | 1 692 500         | 691,3           |
| 12  | Trà Vinh (Preah Trapeang)                            | 2 295,1          | 1 003 012         | 1 015 300         | 451,7           |
| 13  | Vĩnh Long (Lung Haor)                                | 1 479,1          | 1 024 707         | 1 044 900         | 714,6           |

## Histoire
Des fouilles archéologiques menées depuis la fin des années 1990 ont établi que la région est habitée depuis plus de 2 000 ans. Des royaumes qui gravitaient autour de l’antique cité d’Angkor Borey (actuellement dans la province cambodgienne de Takev) et l’ancien port d’Óc Eo (aujourd’hui dans la province vietnamienne d’An Giang) datent d’au moins 500 ans avant l’apparition du royaume du Fou-nan, décrit par des émissaires chinois qui visitèrent la région au IIIe siècle de notre ère. L’archéologue Miriam Stark, qui a dirigé des recherches depuis 1999 dans la région, affirme que l’empire khmer qui régna sur la zone du IXe siècle au XVIIe siècle, n’est qu’un des derniers de la longue liste des régimes qui se sont succédé au sud du delta du Mékong.
En 1623, alors que l’empire khmer a amorcé son déclin, le roi Chey Chettha II du Cambodge (1618-1628) autorise des réfugiés Kinh qui fuient la guerre civile en Annam entre les Trinh et les Nguyen à s'installer dans la région de Prey Nokor, un ancien village de pêcheurs bâti sur des marécages et devenu le principal port maritime de l’empire.
En 1698, le prince Nguyễn Hữu Cảnh est envoyé par la cour de Hué pour établir une administration annamite sur la région et la détacher de la tutelle du Cambodge alors en pleine déliquescence.
La « vietnamisation » s’accélère ; les Khmers sont réduits au statut de population minoritaire ; très vite, Prey Nokor devient Sài Gòn, avant d’être rebaptisée bien plus tard (1975) Hô-Chi-Minh-Ville.
En 1757, l’expansion se poursuit avec la colonisation des provinces de Psar Dèk (renommée Sa Đéc), rattachée aujourd’hui à la province de Đồng Tháp) et Moat Chrouk (qui deviendra Châu Dôc).
En décembre 1845, un traité est conclu entre le roi cambodgien Ang Duong et les commandants des forces annamites et siamoises, qui confirme l’annexion définitive du delta du Mékong par le premier nommé,,.
Le souverain khmer n'abandonnait pas pour autant tout espoir de récupérer un jour ces provinces et allait notamment le montrer dans sa lettre de 1856 à Napoléon III où il confirmait que le Cambodge ne renonçait nullement à ses droits,.
La donne change le 17 février 1859, lorsqu’un corps expéditionnaire français s'empare de Sài Gòn et interrompt l’opération de « pacification » menée par le gouverneur Phan Thanh Giản contre les populations autochtones khmères,. Le 5 juillet 1862, l'empereur annamite Tự Đức doit céder à la France les provinces de Đồng Nai, Gia Dinh et Vinh Tuong. À partir de mars 1866, les forces françaises jouent des antagonismes interethniques et utilisent notamment des combattants Khmer Krom pour investir les provinces de Vĩnh Long, Hà Tiên et Châu Dôc, qui sont annexées aux possessions françaises en 1867. Le 15 mars 1874, un nouveau traité franco-annamite confirme la pleine souveraineté de la France sur ces trois provinces nouvellement annexées : la colonie française de Cochinchine vient de naître.
L’exploitation de cette nouvelle colonie exige rapidement une main d’œuvre nombreuse que la région n’est pas en mesure de fournir. La France puise alors les bras qui lui manquaient dans les plaines surpeuplées du Tonkin — essentiellement par l’ethnie Kinh —, ne faisant qu’accentuer d’autant le sentiment des Khmer Krom de se sentir relégués au rôle d’intrus sur leurs terres.
La colonie perdure jusqu’au 4 juin 1949, date à laquelle l’Empire colonial français est remplacé par l’Union française, qui donne des pouvoirs toutefois très limités aux anciennes dépendances. À cette occasion, la Cochinchine est réintégrée à l’État du Viêt Nam. Mais, devant les prétentions cambodgiennes sur la région, l'article 3 de la loi de cession du territoire rend ce rattachement provisoire et susceptible d’être remis en cause si le statut du Viêt Nam vient à changer.
Ce changement intervient le 21 juillet 1954 lors des accords de Genève qui scellent l’indépendance totale du Viêt Nam, sans toutefois que le statut de la Cochinchine, intégrée à la République du Sud - Viêt Nam, ne soit rediscuté.
Une fois la guerre du Viêt Nam finie, le delta du Mékong est rattaché, le 2 juillet 1976, à la République socialiste du Viêt Nam. Elle est toutefois l'objet de tensions diplomatiques fortes avec le Cambodge, également communiste. Les villages proches du Cambodge deviennent en effet la cible d’attaques et de massacres répétés de la part des khmers rouges, nouveaux maîtres de Phnom Penh. La réplique intervient le 25 décembre 1978 avec l’offensive de l’armée vietnamienne qui débouche sur la chute du régime de Pol Pot et l’occupation du pays khmer pendant plus de dix ans. Cette guerre est la première entre deux pays communistes, appartenant théoriquement au même bloc.